# Superpotwór
Superpotwór (jap. 宇宙怪獣ガメラ Uchū Kaijū Gamera) – japoński film typu kaijū z 1980 roku w reżyserii Noriaki Yuasy. Ósmy film z serii o Gamerze. Jedyny film z serii wydany w Polsce.

## Fabuła
Kiedy zły obcy Xenon przybywa, by zniewolić Ziemię, cała nadzieja wydaje się stracona. Mieszkające na Ziemi superbohaterki, kobiety kosmosu, nie są w stanie go powstrzymać. Muszą skorzystać z pomocy młodego chłopca Keiichiego, który ma szczególny związek z gigantycznym żółwiem Gamera. Przyjaciel wszystkich dzieci walczy z potworami nasłanymi przez Xenona. Gamera w końcu poświęca swoje życie, aby raz na zawsze zniszczyć Xenona i po raz ostatni ochronić Ziemię.

## Obsada
- Mach Fumiake – Kilara
- Yaeko Kojima – Marsha
- Yoko Komatsu – Mitan
- Keiko Kudo – Giruge
- Koichi Maeda – Keiichi
- Toshie Takada – matka Keiichiego

## Odbiór filmu
Jan Olszewski z „Filmu” opisał Superpotwora jako zbitkę różnych motywów science-fiction. Odczytał film jak aktualizację mitologii shintoistycznej do czasów współczesnych, chwaląc umiejętności adaptacyjne Japończyków.